# لیگ دسته اول فوتبال بلاروس
لیگ دسته اول فوتبال بلاروس (انگلیسی: Belarusian First League) دومین لیگ معتبر فوتبال در کشور بلاروس است که در سال ۱۹۹۲ بنیان‌گذاری شده و زیر نظر فدراسیون فوتبال بلاروس برگزار میشود.